# Une histoire d'amour (pièce de théâtre)
Une histoire d'amour est une pièce de théâtre d'Alexis Michalik créée à La Scala, à Paris, en 2020. Le texte de la pièce a paru en 2020 aux éditions Albin Michel.

## Résumé
Katia et Justine tombent amoureuses, un amour de conte de fée. Justine veut un enfant. Katia, trop souvent blessée par la vie, finit par accepter qu’elles tentent toutes les deux une insémination artificielle. Katia tombe enceinte, mais quelques jours avant la naissance de leur enfant, Justine disparaît…
Douze ans plus tard, Katia va mourir. Elle va devoir trouver un tuteur pour sa fille, Jeanne. Sa seule option : son frère, William, écrivain cynique, qu’elle n’a pas vu depuis 5 ans.

## Fiche technique
- Mise en scène : Alexis Michalik
- Scénographie : Juliette Azzopardi
- Costumes : Marion Rebmann
- Lumières : Arnaud Jung
- Vidéo : Mathias Delfau
- Son : Pierre-Antoine Durand
- Chorégraphie : Fauve Hautot
- Production : ACME

## Distribution
La liste des comédiens suivants est celle au 9 janvier 2020, pour la création et la première représentation de la pièce.
- Juliette Delacroix : Katia, le docteur
- Marie-Camille Soyer : Justine, l'assistante sociale
- Pauline Bression : Claire, la serveuse, l'infirmière, l'obstétricienne, l'échographiste
- Alexis Michalik : William, le livreur, le médecin
- Lior Chabbat / Violette Guillon / Amélia Lacquemant : Jeanne

## Accueil critique
La pièce reçoit dans l'ensemble un accueil très favorable de la part de la presse française et du public.
Dans Le Figaro, François Aubel remarque « le sens du rythme au service d’un théâtre de souffrance et de rire ».
Pour Guillemette De Préval, dans La Croix : « Volontiers mélodramatique - on y rit mais on y pleure surtout -, la pièce est astucieusement efficace. Tout s'enchaîne, les acteurs sont justes et le public, debout, applaudit ».
De même, dans Télérama, Fabienne Pascaud salue « un spectacle joliment mélancolique, où l’humour vient toujours avantageusement chasser les larmes ».
Enfin, les critiques de l'émission de radio, Le Masque et la Plume, diffusée sur France Inter, se montrent très enthousiastes, à l'exception de Fabienne Darge qui « ne comprend pas le succès de cette pièce ».

## Adaptation au cinéma
- Une adaptation cinématographique ayant été tourné en 2021 est sortie le 12 avril 2023 en salles, la distribution est similaire à celle jouée au théâtre de La Scala de Paris en 2020.

## Distinctions
- 2020 : Molière du metteur en scène d’un spectacle de théâtre privé pour Alexis Michalik.